# Eric Defoort
Eric Defoort, né le 27 juin 1943 à Ypres et mort le 16 décembre 2016 à Gentbrugge, est un homme politique belge, président de l'Alliance libre européenne de 2010 à 2014.

## Histoire récente
De 2007 jusqu'à 2009, Eric Defoort était le président du Mouvement populaire flamand (Vlaamse Volksbeweging, VVB), une organisation flamande indépendante des partis politiques, œuvrant pour une plus grande autonomie pour la Flandre.
Lors de l'assemblée générale de l'Alliance libre européenne à Venise, en mars 2010, il a été élu nouveau président de l'Alliance libre européenne.
Comme professeur d'histoire à la Katholieke Universiteit Brussel (KUB), il avait étudié profondément le nationalisme, et publié sur des sujets comme l'identité. Après sa retraite de l'université, ses idées et expériences serviront l'ALE et les membres de l'ALE. 
Eric Defoort est membre de l'Alliance néo-flamande (Nieuw-Vlaamse Alliantie - N-VA) depuis 2001. Ce parti est devenu membre à part entière de l'ALE en 2010, et a soutenu sa candidature pour la présidence.

## Publications

### Ouvrages
- (nl) Charles Maurras en de Action Française in België, Bruges-Nimègue, Orion-B. Gottmer, 1978.
- Une châtelaine flamande, Dunkerque, 1985.
- (nl) Al mijn illusies bloeien, Anvers-Baarn, Hadewijch, 1991.
- (nl) Neel Doff. Leven na Keetje Tippel, Anvers-Baarn, Hadewijch, 1993.
- (nl) Het klauwen van de historicus. Sfumato, Anvers, Hadewijch, 1996.
- (nl) Historische methode, Bruxelles, 2000.
- (nl) Een dochter van Duitsland. Tony Simon-Wolfskehl. 1893-1991, Louvain, Van Halewyck, 2007.
- (nl) Laat mij droef en treurig wezen, Louvain, Van Halewyck, 2014.

### Articles
- « L'Action française dans le nationalisme belge : 1914-1918 », Revue belge d'histoire contemporaine, vol. 7, nos 1-2,‎ 1976, p. 113-152 (lire en ligne [PDF], consulté le 19 décembre 2016)
- « Le Courant réactionnaire dans le catholicisme francophone belge : 1918-1926 », Revue belge d'histoire contemporaine, vol. 8, nos 1-2,‎ 1977, p. 81-153 (lire en ligne [PDF], consulté le 19 décembre 2016)